# Hiraea quapara
Espèce
Classification APG II (2003)
Synonymes
Selon GBIF (26 octobre 2024)
- Banisteria quapara Aubl. - Basionyme
- Hiraea multiradiata A.Juss.
- Hiraea quapara (Aubl.) C.V.Morton
- Hiraea quapara var. acuminata Sprague
- Hiraea quapara var. glabrata Sprague

Hiraea quapara est une espèce de plantes à fleurs dans la famille Malpighiaceae (famille de l'acérola).

## Protologue
En 1775, le botaniste Aublet a décrit Hiraea quapara sous le nom de Malpighia quapara, dont le protologue est le suivant :

« 2. BANISTERIA (Quapara) foliis ovatis, ſubtus tomentoſis; floribus corymboſis; feminibus erectis. (TABULA 186.) 
Frutex trunco ſex-pedali, ramos plures, nodoſos, ſarmentoſos, volubiles, emittente, hinc & indè ſupra arbores ſparſos. Ramusculi villoſi, rufeſcentes. Folia oppoſita, ovata, acuta, integerrima, petiolata, ſupernè viridia, aſperſa pilis minimis, utrinque acutis, declinatis, media, fui parte affixis, interne tomentoſa, rufeſcentia, & pilis iiſdem tecta. Stipulæ binæ, exiguæ, rufeſcentes, ad baſim ſinguli petioli, deciduæ. Flores corymboſi, axillares corymbus gioboſus, oppoſitus, pedunculo longo ſuffultus ; pedunculi partiales florum ad baſim duabus ſquamulis mumuntur. Corolla lutea. Fructus ; capſulæ tres monoſpermæ, in alam longam, obtuſam, excurrentes.
Florebat, fructumque ferebat Auguſto.
Habitat ad margines pratorum & camporum Guianæ.
Nomen Caribæum QUAPARA. 

LE QUAPARIER de la Guiane. (PLANCHE 186.)
Cet arbrisseau pouſſe de ſa racine un tronc qui s'élève de cinq à ſix pieds, ſur quatre pouces de diamètre. Son écorce eſt ridée, gerſée & rouſſâtre. Son bois eſt rougeâtre. à meſure que le tronc ſe prolonge, il jette à droite & à gauche de longues branches ſarmenteuſes, rameuſes & noueuſes, qui ſe roulent & ſe répandent ſur le tronc & les branches des arbres voiſins. elles ſont garnies à chaque nœud de deux feuilles oppoſées, & diſpoſées en croix. Ces feuilles ſont entières, ovales, aiguës, vertes en deſſus, rouſſâtres en deſſous, chargées de quelques petits poils ſur leur ſurface ſupérieure, & couvertes entièrement ſur leur face inférieure de ſemblables poils couches, pointus par leurs deux bouts, & attachés par leur milieu. Les jeunes rameaux & le pédicule des feuilles qui eſt court, ſont accompagnés de deux petites stipules, & hériſſés de poils rouſſâtres. Les plus grandes feuilles ont ſept pouces de longueur, ſur trois pouces & demi de largeur. 
Les fleurs naiſſent par bouquets oppoſés, à l'aiſſelle des feuilles. Chaque fleur a ſon pédoncule particulier, qui porte à ſa baſe deux petites écailles. 
Le calice de la fleur eſt d'une ſeule pièce, diviſé en cinq parties aiguës & droites ; quatre ſont chargées en dehors & deux corps oblongs & charnus. 
La corolle eſt à cinq pétales de grandeur inégale, jaunes, arrondis, attachés autour d'un diſque qui porte les étamines & le piſtil. Lorſque la fleur s'épanouit, les pétales s'écartent & ſont alors chacun entre les diviſions du calice qu'ils débordent. 
Les étamines ſont au nombre de dix ; leur filet eſt court ; l’anthère eſt oblongue, jaune, à deux bourſes garnies à leurs bords de poils courts. 
Le piſtil eſt un ovaire à trois côtes, ſurmonté de trois styles applatis, terminés par un stigmate obtus. 
L'ovaire devient un fruit compoſé de trois capsules larges, applaties, qui ſe prolongent en un feuillet mince et long. Chaque capſule contient une semence arrondie & comprimée. 
[...]
Cet arbriſſeau eſt nommé QUAPARA par les Galibis. 
II croît dans la Guiane au bord des forêts qui entourent les ſavanes & les terreins défrichés. Il étoit en fleur & en fruit dans le mois d'Août. »

— Fusée-Aublet, 1775.